# Teen Wolf (2.ª temporada)
A segunda temporada de Teen Wolf, uma série americana de drama sobrenatural, desenvolvida por Jeff Davis baseado vagamente no filme de 1985 de mesmo nome, estreou em 3 de Junho de 2012 e terminou em 13 de Agosto de 2012. A temporada contou com 12 episódios.

## Sinopse
Scott McCall (Tyler Posey) e Allison Argent (Crystal Reed) escondem sua renovada relação dos pais de Allison, que se opõem a ela, porque eles sabem que Scott é um lobisomem. Lydia sofre alucinações crônicas, desde que foi mordida por Peter Hale (Ian Bohen), agora morto pelas mãos de Derek Hale (Tyler Hoechlin), que o matou para se tornar o novo lobisomem Alpha. Derek recruta um adolescente, Isaac Lahey (Daniel Sharman), para sua alcateia. Jackson Whittemore (Colton Haynes) mostra sinais de imunidade à mordida de Derek, mas o motivo permanece um mistério. Como o avô cruel de Allison Argent, Gerard Argent (Michael Hogan), chega à cidade para o funeral de sua filha, Kate Argent (Jill Wagner), ele decide vingar sua morte, declarando guerra contra todos os lobisomens, inocentes ou não.
Jackson revela-se ser o Kanima, controlado por um mestre desconhecido, que pode matar ou prejudicar apenas a seu comando. Lydia descobre que o misterioso menino, (Michael Fjordbak), que tinha alucinações não existe e é na verdade o adolescente Peter Hale. Apesar de morto, Peter é capaz de a usar para atrair Derek até ele na antiga casa dos Hale, a fim de ser ressuscitado. Victoria Argent descobre que Scott e Allison ainda estão juntos. Derek acaba mordendo Victoria, que comete suicídio, antes de se transformar em um lobisomem. A culpa pela morte de Victoria cai sobre Derek. Gerard manipula Allison, que estava de luto sobre a morte de sua mãe, fazendo-a tornar-se uma caçadora implacável.
O mestre do Kanima é revelado: Matt Daehler (interpretado por Stephen Lunsford), um dos alunos da escola de Scott. Matt usa o Kanima/Jackson para buscar vingança contra as pessoas que o deixaram quase se afogar anos atrás, em uma piscina, na festa da equipe de natação realizada pelo treinador de natação, pai de Isaac. Por causa da conexão entre o Kanima e seu mestre, Jackson descobre que ele teme a água. Presos por Matt na delegacia de polícia local, Scott, Stiles, seus pais e Derek são capazes de escapar, embora Scott se transforme em lobisomem pela primeira vez na frente de sua mãe, a enfermeira Melissa McCall (interpretada por Melissa Ponzio), deixando-a horrorizada.
Tendo afogado Matt, Gerard torna-se o novo mestre do Kanima/Jackson. Ameaçando matar pessoas próximas a Matt, Gerard tenta forçar Scott a ajudá-lo a destruir a bando de Derek. Temendo por sua segurança, Boyd e Erica saem do grupo de Derek. Derek descobre que a fraqueza do Kanima é o interesse amoroso de sua forma humana, neste caso, Lydia. Quando Jackson é levado ao hospital, assim que Melissa, Scott, Derek e os outros descobrem que ele não está morto, mas sim evoluindo para uma Kanima com asas. Os caçadores sequestram e torturam Stiles, Erica e Boyd, mas eles são libertados. Ao perceber que seu pai, Gerard, está corrompendo sua filha Allison, Chris Argent (JR Bourne) ajuda Scott e os seus aliados a parar o Kanima.
Gerard, confrontando Scott e os seus aliados, tenta forçar Derek a mordê-lo, para que ele se transforme-se em um lobisomem e se cure de câncer, pois, caso contrário, ele iria mandar o  Kanima matar a sua própria neta (e namorada de Scott), Allison. No entanto, percebe-se que, se Gerard matar Derek, ele se tornaria o Alpha. Uma vez que Gerard foi mordido, é revelado que Scott tinha mudado os medicamentos para o câncer de Gerard com Mountain Ash (um repelente sobrenatural), fazendo com que o organismo de Gerard rejeitasse  violentamente a mordida. Antes que Gerard pudesse ordenar ao Kanima/Jackson a matar seus traidores, Lydia se estende para Jackson, que evolui para um novo lobisomem e Gerard desaparece. Sentindo-se culpado por seu avô cruel e sua influência sobre ela, Allison termina o seu namoro com Scott. Erica e Boyd se depararam com um novo grupo (somente de Alphas) avançando sobre eles e Peter de alguma forma informa Isaac da presença da nova alcateia, que trás também uma nova ameaça.
Também aparecem durante a temporada o Dr. Deaton (Seth Gilliam), Adrian Harris (Adam Fristoe), treinador do time de lacrosse Bobby Finstock (Orny Adams), Xerife Stilinski (Linden Ashby), Danny Mahealani (Keahu Kahuanui), a psicóloga e conselheira escolar Marin Morrell (Bianca Lawson) e Sr. Lahey (John Wesley Shipp).

## Elenco e personagens

### Principal
| Intérprete     | Personagem                    | Episódios |
| -------------- | ----------------------------- | --------- |
| Tyler Posey    | Scott McCall                  | 12        |
| Crystal Reed   | Allison Argent                | 12        |
| Dylan O'Brien  | Mieczyslaw "Stiles" Stilinski | 12        |
| Tyler Hoechlin | Derek Hale                    | 12        |
| Colton Haynes  | Jackson Whittemore            | 12        |
| Holland Roden  | Lydia Martin                  | 10        |

### Recorrentes
| Intérprete        | Personagem               | Episódios |
| ----------------- | ------------------------ | --------- |
| Linden Ashby      | Xerife Noah Stilinski    | 11        |
| Daniel Sharman    | Isaac Lahey              | 10        |
| JR Bourne         | Chris Argent             | 10        |
| Michael Hogan     | Gerard Argent            | 9         |
| Stephen Lunsford  | Matt Daehler             | 9         |
| Melissa Ponzio    | Melissa McCall           | 8         |
| Gage Golightly    | Erica Reyes              | 8         |
| Orny Adams        | Bobby Finstock           | 8         |
| Keahu Kahuanui    | Danny Mahealani          | 7         |
| Sinqua Walls      | Vernon Boyd              | 7         |
| Eaddy Mays        | Victoria Argent          | 7         |
| Ian Bohen         | Peter Hale               | 7         |
| Seth Gilliam      | Alan Deaton              | 6         |
| Bianca Lawson     | Marin Morrell            | 5         |
| Adam Fristoe      | Adrian R. Harris         | 5         |
| Robert Pralgo     | Sr. Whittemore           | 4         |
| Michael Fjordbak  | Peter Hale (adolescente) | 4         |
| John Wesley Shipp | Sr. Lahey                | 3         |

## Episódios
| N.º na série | N.º na temp. | Título                               | Dirigido por                 | Escrito por                | Exibição original    | Audiência (milhões) |
| --- | ------------ | ------------------------------------ | ---------------------------- | -------------------------- | -------------------- | ------------------- |
| 13 | 1            | "Omega" "Ômega"                      | Russell Mulcahy              | Jeff Davis                 | 3 de junho de 2012   | 2.11                |
| Lydia desaparece do hospital depois de ter uma alucinação, e é encontrada nua na floresta, dois dias depois. Isaac, um adolescente atormentado abusado por seu pai, é atacado enquanto trabalhava no cemitério por alguma criatura e Derek aparece para salvá-lo. Jackson começa a sangrar um sangue negro e é contado por Derek de que seu corpo está resistindo a mordida. Derek e Scott assistem Gerard matar um lobisomem inocente e a declarar guerra contra todos os lobisomens para vingar a morte de sua filha Kate. |              |                                      |                              |                            |                      |                     |
| 14 | 2            | "Shape Shifted" "Transformado"       | Russell Mulcahy              | Andrew Cochran             | 4 de junho de 2012   | 1.75                |
| O pai de Isaac é assassinado por uma criatura estranha. Scott descobre que Isaac agora é um lobisomem. Isaac é então levado sob custódia pela polícia pelo assassinato de seu pai. Quando é revelado que os caçadores de lobisomens vão matar Isaac, faz com que Scott, Stiles e Derek criem um plano para salvá-lo, já que ele é inocente. Na prisão, Isaac se transforma e é irrompido por Stiles. Derek, sendo o Alpha lobisomem, é capaz de forçá-lo à submissão. Jackson, fica chateado ao saber que não aconteceu nada com a mordida que levou de Derek. |              |                                      |                              |                            |                      |                     |
| 15 | 3            | "Ice Pick" "Buraco no Gelo"          | Tim Andrew                   | Luke Passmore              | 11 de junho de 2012  | 1.76                |
| Chris começa a treinar Allison para se tornar uma caçadora de lobisomens. Na escola, Erica, uma garota epiléptica, tem uma convulsão durante uma aula de educação física onde pratica escalada e acaba no hospital. Lá, Derek oferece a ela mordida sobre a promessa de que sua doença desapareceria. Dr. Deaton encontra um caçador morto em seu escritório e Chris quer que ele descubra o que aconteceu. Scott descobre Boyd agora é um lobisomem e acaba brigando com Derek, Erica e Isaac. Jackson fica chocado quando ele descobre sua força sobre-humana. |              |                                      |                              |                            |                      |                     |
| 16 | 4            | "Abomination" "Abominação"           | Tim Andrew                   | Christian Taylor           | 18 de junho de 2012  | 1.69                |
| O metamorfo continua seus assassinatos, enquanto Scott tenta fazer com que Allison recupere um livro raro na coleção de Gerard. |              |                                      |                              |                            |                      |                     |
| 17 | 5            | "Venomous" "Venenoso"                | Tim Andrew                   | Nick Antosca & Ned Vizzini | 25 de junho de 2012  | 1.65                |
| Convencidos de que Lydia é o Kanima, pois ela demonstrou imunidade à toxina da criatura, Derek quer matá-la. Scott, Allison, Stiles e Jackson tentam protegê-la juntos. Depois de uma briga com o bando de Derek, é revelado a todos que Jackson é na verdade o Kanima. |              |                                      |                              |                            |                      |                     |
| 18 | 6            | "Frenemy" "Amigo Inimigo"            | Russell Mulcahy              | Jeff Davis                 | 2 de julho de 2012   | 1.65                |
| Scott e Stiles trabalham para proteger seus amigos quando uma nova informação é revelada; Allison é encarregada de investigar. |              |                                      |                              |                            |                      |                     |
| 19 | 7            | "Restraint" "Restrição"              | Russell Mulcahy              | Nick Antosca & Ned Vizzini | 9 de julho de 2012   | 1.72                |
| Assim que Lydia começa a fazer conexões sobre a mordida de Peter, Jackson causa novos problemas para Scott e Stiles, enquanto Derek consegue finalmente recrutar Scott em seu bando. |              |                                      |                              |                            |                      |                     |
| 20 | 8            | "Raving" "Furioso"                   | Russell Mulcahy              | Jeff Davis                 | 16 de julho de 2012  | 1.33                |
| Durante um acordo secreto, Scott e Stiles surgem com um método para prender o metamorfo. Enquanto que a Victoria Argent (mãe de Allison) aparece com um plano para ela própria se livrar de Scott de uma vez por todas. |              |                                      |                              |                            |                      |                     |
| 21 | 9            | "Party Guessed" "Convidado da Festa" | Tim Andrew                   | Jeff Davis                 | 23 de julho de 2012  | 1.65                |
| Enquanto seu relacionamento com Allison se torna ainda mais tenso, Scott e Stiles devem ir à festa de aniversário de Lydia. Derek prende os novos lobos (Isaac, Erica e Boyd) para ajudá-los em sua primeira lua cheia de transformação juntos. |              |                                      |                              |                            |                      |                     |
| 22 | 10           | "Fury" "Fúria"                       | Tim Andrew                   | Jeff Davis                 | 30 de julho de 2012  | 1.60                |
| Allison rastreia Derek para a estação do xerife, onde Scott, Stiles, Melissa e o Xerife Stilinski estão sendo mantidos como reféns. |              |                                      |                              |                            |                      |                     |
| 23 | 11           | "Battlefield" "Campo de Batalha"     | Tim Andrew                   | Jeff Davis                 | 6 de agosto de 2012  | 1.72                |
| Scott quer ajudar a equipe a vencer o jogo do campeonato de lacrosse; Allison e Chris Argent caçam Derek e seus lobos. |              |                                      |                              |                            |                      |                     |
| 24 | 12           | "Master Plan" "Plano Mestre"         | Tim Andrew & Russell Mulcahy | Jeff Davis                 | 13 de agosto de 2012 | 1.71                |
| Stiles é sequestrado por Gerard, que também tem Boyd e Erica como reféns. Chris, percebendo que Gerard é o verdadeiro inimigo, solta Boyd e Erica e pede para eles pedirem a ajuda a Scott e Isaac. Jackson se transforma em Kanima, e uma batalha começa. Gerard revela que ele tem câncer e tinha planejado curar a si mesmo, tornando-se um lobisomem Alpha. No entanto, quando o corpo de Gerard rejeita a mordida, Scott revela que ele havia substituído pílulas de câncer de Gerard por cinzas da montanha. Jackson é morto por Peter e Derek, mas volta à vida como um lobisomem de olhos azuis. Allison termina com Scott, e ele garante a ela que ele vai esperar por ela. Peter revela uma matilha de lobisomens Alfas que estão vindo para cidade, indicando um novo perigo. |              |                                      |                              |                            |                      |                     |